# Reserva natural especial del Malpaís de la Rasca
La reserva natural especial del Malpaís de la Rasca es un espacio protegido de 315,4 hectáreas localizado en el municipio de Arona, en la isla de Tenerife (Canarias, España).
El área bajo protección alberga destacados hábitats de cardonal-tabaibal costero y de interior, así como diferentes comunidades de flora y fauna asociada. Es de interés el paisaje y la estructura geomorfológica de todo el malpaís y los conos adyacentes.

## Geología
Este espacio contiene un entorno geológico constituido por diversos conos volcánicos pertenecientes a la serie III con sus coladas basálticas accesorias, Montaña Grande, que presenta forma de herradura y 153 m de altura, Montaña Aguzada y Montaña Pardela. Estas coladas, de superficie escoriácea, se prolongan hasta el mar a lo largo de unos tres kilómetros de costa.

## Vegetación
Contiene especies de vegetación halófila, resistentes a la acción de la maresía. Entre ellas destacan el tomillo de costa (Frankenia laevis); la siempreviva, de pequeño tamaño y coloración sonrosada (Limonium pectinatum); y la uva de mar (Zigophyllum fontanesii). La uva de mar, que recibe su nombre por su semejanza con dicha fruta, presenta unas hojas gruesas y espesas. El cardonal-tabaibal se encuentra representado abundantemente por especies como el cardón (Euphorbia canariensis), el cardoncillo (Ceropegia fusca) y la tabaiba dulce (Euphorbia balsamifera). Ya con menor frecuencia se presentan, un arbusto de pequeñas hojas, la orijama (Neochamaelea pulverulenta) y los dos endemismos Artemisia ramosa y Schizogyne sericea.

## Fauna
En el apartado dedicado a la fauna habría que destacar, a tenor de su abundancia y diversidad, una interesante comunidad de invertebrados. Entre los vertebrados, las aves representan el grupo principal. Son características de este entorno el camachuelo trompetero o pájaro moro (Bucanetes githagineus), distinguido por su grueso pico; el alcaraván (Burhinus oedicnemus), con su plumaje en tonos pajizos que facilita su camuflaje y con grandes y profundos ojos amarillos; y el delicado bisbita caminero (Anthus berthelotii), especie habitual en la mayor parte de ecosistemas costeros y de alta montaña de la isla de Tenerife.

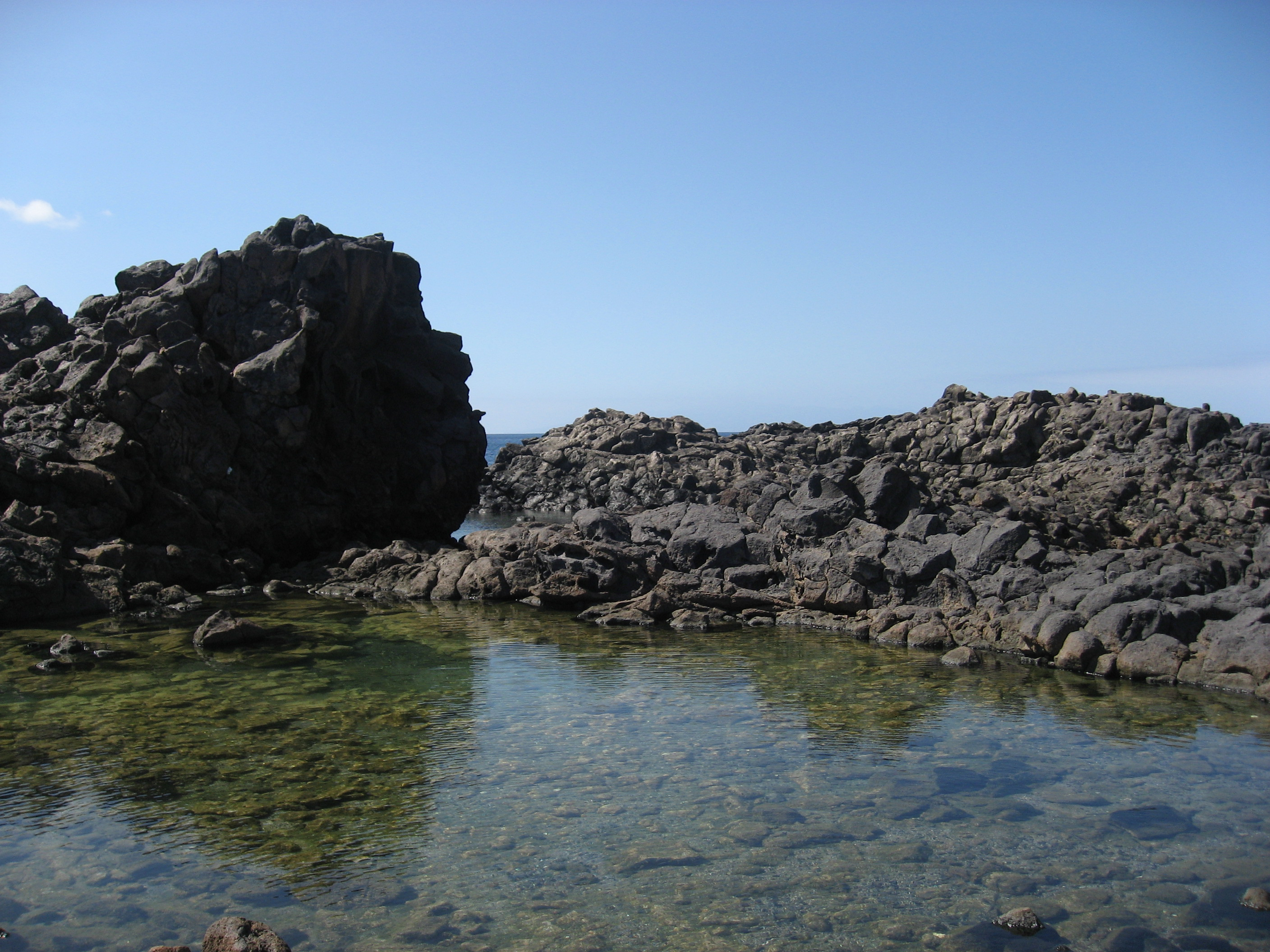
Zona costera del Malpaís.

## Zona arqueológica

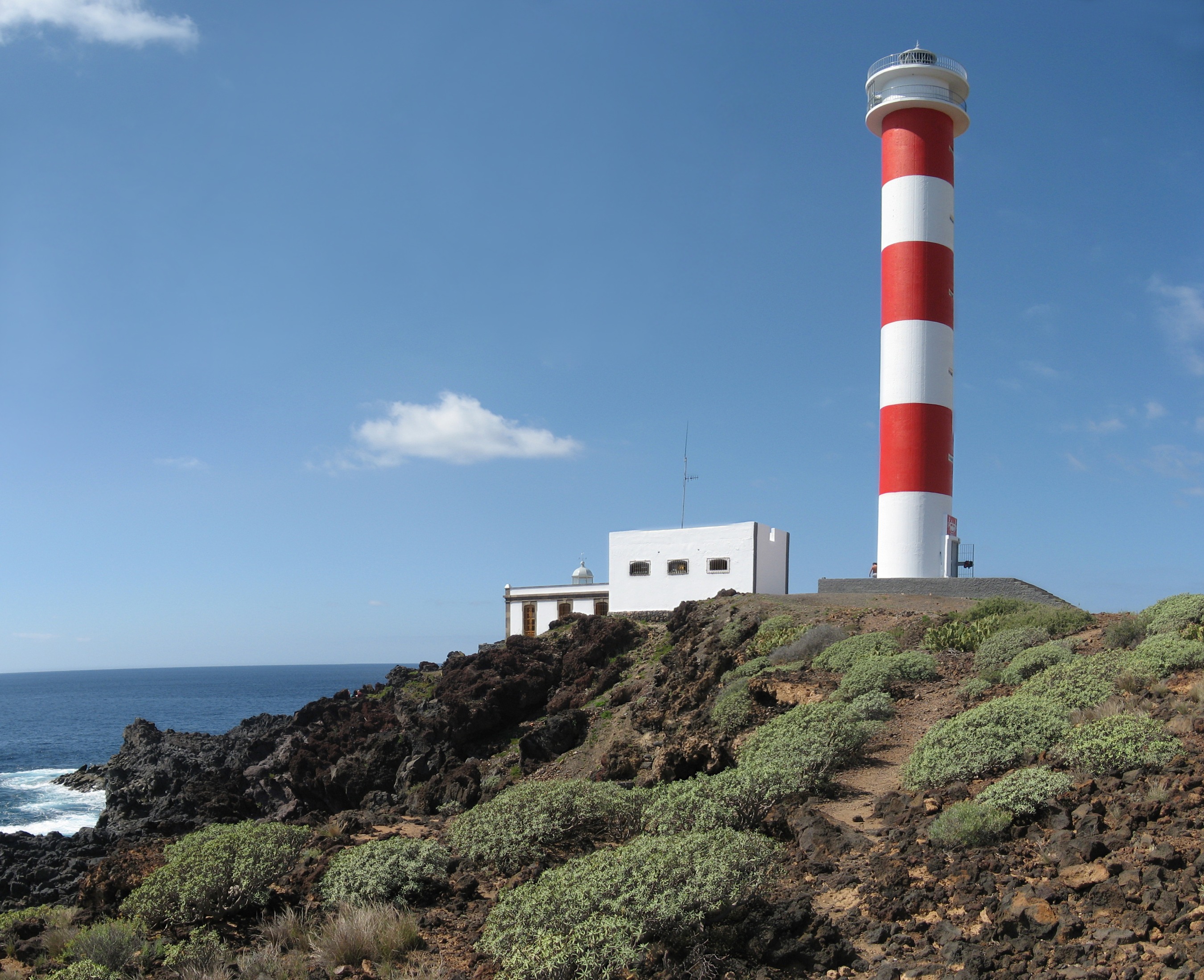
Faro. Malpaís de Rasca, Arona, Tenerife, Canarias

La reserva natural especial del Malpaís de la Rasca tuvo una significativa presencia del hombre guanche en su entorno. Tal es así que está considerada como una de las principales joyas de la arqueología de Tenerife. Como testimonio de la actividad que se llevó a cabo en el lugar tenemos los abundantes restos de cabañas, concheros, fragmentos de cerámica, material lítico y otras estructuras que guardan relación con el hábitat aborigen característico de esta parte de la isla. Sobresale, de igual modo, el interés etnográfico del lugar. Destacan dentro de este patrimonio los secaderos de barrilla, los bancales abandonados, las cuevas, las cabañas, las salinas, los goros, las aljibes, entre otras. En el interior de este espacio protegido se encuentra el Faro Punta de Rasca, que data del año 1898. En él se pretende habilitar alguna infraestructura vinculada al espacio natural y a la zona arqueológica que se está tramitando en la actualidad para que sea declarada como Bien de Interés Cultural.
Se ha comprobado tanto arqueológicamente como por las crónicas que los guanches realizaban sacrificios humanos en este lugar. Los guanches tenían por costumbre arrojar por la Punta de Rasca a un niño vivo justo a la salida del sol en el solsticio de verano, en ocasiones estos infantes provenían de cualquier menceyato de la isla, incluso del menceyato más alejado de la Punta de Rasca, el de Anaga. De esto se deduce que era una costumbre común de toda la isla.

## Amenazas para la conservación
Las principales amenazas para el lugar las suponen aquellas ligadas principalmente a la expansión urbanística y agrícola en los bordes de la zona protegida. Sin embargo, existen otras como el vertido de residuos, el tránsito incontrolado en el interior del espacio, el marisqueo, el pastoreo y los saqueos arqueológicos.